# Municipalità locale di Elundini
Elundini è una municipalità locale (in inglese Elundini Local Municipality) appartenente alla municipalità distrettuale di Joe Gqabi della  Provincia del Capo Orientale in Sudafrica. 
In base al censimento del 2011 la sua popolazione è di 138.141 abitanti.
La sede amministrativa e legislativa è la città di Maclear e il suo territorio si estende su una superficie di 5.064 km² ed è suddiviso in 16 circoscrizioni elettorali (wards). Il suo codice di distretto è EC141.

## Geografia fisica

### Confini
La municipalità locale di Elundini confina a nord con il Lesotho, a nord e a est con quella di Matatiele (Alfred Nzo), a est con quelle di Umzimvubu (Alfred Nzo) e Mhlontlo (O. R. Tambo), a sud con quelle di King Sabata Dalindyebo (O. R. Tambo), Engcobo e Sakhisizwe (Chris Hani) e a ovest con quella di Senqu.

### Città e comuni
- Amahlubi
- Amazizi
- Asentshonalanga
- Bakoena
- Basuto
- Batlokoa
- Elands Height
- Halcyon Drift
- Hlubi
- JK Bokwe
- Katkop
- Kinirapoort
- Lahlangubo
- Lower Pitseng
- Maclear
- Madeira
- Mati's
- Matolandile/Zimelelandile
- Mount Fletcher
- Ngcele
- Ntywenka
- Ntywenka Forest
- Sonwabile
- Ugie

### Fiumi
- Gqaqala
- Kuntombizininzi
- Inxu
- Itsitsa
- Little Pot
- Luzi
- Morulane
- Mooi
- Phiri-e–Ntso
- Pot
- Quthing
- Tina
- Tinana
- Tokwana
- Tsitsa
- Tsitsana
- Vuvu